# Apure (râu)
Apure este un râu din Venezuela. Este cel mai important afluent navigabil al fluviului Orinoco și izvorăște din Cordillera de Merida, parcurgând o distanță de 1.580 km, în direcția NE-E.